# J. Richard McIntosh
John Richard „Dick“ McIntosh (* 25. September 1939 in New York City) ist ein US-amerikanischer Zellbiologe und Biophysiker und emeritierter Professor an der University of Colorado Boulder.
McIntosh erwarb an der Harvard University 1961 einen Bachelor in Physik und 1968 einen Ph.D. in Biophysik mit dem Thema Structure, biology and chemistry of microtubules in chicken spermatids. Von 1984 bis 2006 leitete er an der University of Colorado Boulder das Labor für 3D-Elektronenmikroskopie der Zelle. Von 1994 bis 2006 hatte er dort eine Forschungsprofessur der American Cancer Society inne. Er befasst sich mit den Mechanismen der dreidimensionalen Organisation der Zelle bezüglich Form der Zelle und Anordnung ihrer Organellen, insbesondere während der Zellteilung. Ein Schwerpunkt ist die elektronenmikroskopische Untersuchung der Mikrotubuli und des Spindelapparats und deren enzymatischen und mechanischen Beziehungen untereinander.
McIntosh hat laut Google Scholar (Stand Juli 2025) einen h-Index von 105.
McIntosh war 1994 Präsident der American Society for Cell Biology, die ihn 1982 mit der Keith R. Porter Lecture und 2011 mit der E. B. Wilson Medal auszeichnete. 1999 wurde er sowohl zum Mitglied der National Academy of Sciences als auch der American Academy of Arts and Sciences gewählt.